# Оринџ Бич (Алабама)
Оринџ Бич (енгл. Orange Beach) град је у америчкој савезној држави Алабама. По попису становништва из 2010. у њему је живело 5.441 становника.

## Демографија
Према попису становништва из 2010. у граду је живело 5.441 становника, што је 1.657 (43,8%) становника више него 2000. године.
| Група             | 2000.         | 2010.         |
| Белци             | 3.558 (94,0%) | 5.074 (93,3%) |
| Афроамериканци    | 14 (0,4%)     | 31 (0,6%)     |
| Азијати           | 8 (0,2%)      | 41 (0,8%)     |
| Хиспаноамериканци | 105 (2,8%)    | 144 (2,6%)    |
| Укупно            | 3.784         | 5.441         |